# Camila Moreno
Camila Moreno Elgart (Santiago del Cile, 8 luglio 1985) è una cantante cilena.

## Biografia
Moreno si è fatta conoscere con il primo album in studio Almismotiempo, uscito nel 2009; il disco contiene Millones, una traccia candidata per il Latin Grammy per la miglior canzone alternativa. L'LP è stato seguito dagli album Opmeitomsimla (2010), Mala madre (2015) e Pangea (2019); il penultimo dei quali le ha permesso di vincere tre riconoscimenti ai Premios Pulsar, assegnati dalla Sociedad Chilena de Autores e Intérpretes Musicales e tenutisi nel maggio 2016, tra cui quello all'album dell'anno.
Nel 2021 ha fatto il suo ritorno sulle scene musicali con Rey, il suo quinto disco, che è stato ampiamente promosso nel corso dell'anno successivo attraverso un'esibizione a Lollapalooza Chile e una tournée internazionale con tappe in diverse nazioni dell'America meridionale. Il successo del progetto ha reso Moreno l'artista più premiata agli annuali Premios Pulsar con due categorie vinte.

## Discografia

### Album in studio
- 2009 – Almismotiempo
- 2010 – Opmeitomsimla
- 2015 – Mala madre
- 2019 – Pangea
- 2021 – Rey

### Album di remix
- 2024 – Rey secreto

### EP
- 2016 – Acústico San José

### Singoli
- 2013 – Te quise
- 2015 – Tu mamá te mató
- 2016 – No parar de cerrar, no parar de abrir
- 2016 – Los momentos
- 2017 – Máquinas sin Dios
- 2017 – Piedad
- 2017 – Esta noche o nunca (feat. Gepe)
- 2018 – El origen del arcoiris
- 2018 – Millones
- 2019 – Es real
- 2019 – Quememos el reino
- 2020 – Conversaciones sobre es real
- 2020 – Esta electricidad (es real) (con Guaynaa)
- 2020 – Cerca
- 2020 – Hombre
- 2021 – Hice a mi amor llorar
- 2021 – Déjame (con Lido Pimienta e Ximena Sariñana)
- 2021 – Petronila (con Belencha)
- 2021 – Déjame (feat. Surreal)
- 2022 – Poder - Lilith: 6 (con María)
- 2023 – Antes que el Sol nos queme (con Andrea Echeverri)
- 2023 – No
- 2024 – Hablando a tu corazón
- 2024 – Fuga
- 2024 – Vapor